# Exogámia
Az Exogámia nemzetségen vagy csoporton kívüli házasság kötelezettsége.
Görög eredetű szó, azt a gyakorlatot (szokást vagy kényszerítő erejű elvárást) jelöli, amely az egyén számára a saját (társ.-i, gazdasági vagy lokális) csoportján kívüli személlyel való házasságkötést írja elő. Egyik alapformája a vérrokonok házasságának tilalma, mely a csoport génkészletének leromlását kívánja megakadályozni. Ellentétes irányú gyakorlat az endogámia.
A kifejezés néprajzi, kulturális antropológiai, szociológiai és etnikai földrajzi tanulmányokban fordul elő leggyakrabban egy adott népcsoport keveredési és/vagy elkülönülési stratégiáját jellemzendő.